# Araeosoma fenestratum
Araeosoma fenestratum is een zee-egel uit de familie Echinothuriidae.
De wetenschappelijke naam van de soort werd in 1872 gepubliceerd door Charles Wyville Thomson.